# Elezioni generali nel Regno Unito del gennaio 1910
Le elezioni generali nel Regno Unito del gennaio 1910 si svolsero dal 15 gennaio al 10 febbraio. Il governo indisse le elezioni nel mezzo di una crisi costituzionale, causata dal rigetto della Legge di Bilancio Popolare da parte della Camera dei lord; le elezioni furono indette per cercare un nuovo mandato per approvare la legge.
La consultazione produsse un hung parliament, con il Partito Conservatore guidato da Arthur Balfour e l'alleato Partito Liberale Unionista che ottennero il maggior numero di voti, ma il Partito Liberale di Herbert Henry Asquith ottenne il maggior numero di seggi, due più dei conservatori. Asquith formò un governo con il sostegno del Partito Parlamentare Irlandese guidato da John Redmont, ma non ebbe vita lunga e nello stesso anno furono indette nuove elezioni nel mese di dicembre.
Il Partito Laburista guidato da Arthur Henderson, continuò a rafforzarsi, passando da 29 a 40 seggi parlamentari.

## Risultati
| Liste | Liste                             | Voti      | %     | Variazione % | Seggi | Variazione seggi |
| ----- | --------------------------------- | --------- | ----- | ------------ | ----- | ---------------- |
|       | Conservatore e Liberale Unionista | 2.919.236 | 46,8% | 3,4%         | 272   | 116              |
|       | Liberale                          | 2.712.511 | 43,5% | 5,4%         | 274   | 123              |
|       | Laburista                         | 435.770   | 7,0%  | 2,1%         | 40    | 11               |
|       | Parlamentare Irlandese            | 74.047    | 1,2%  | 0,6%         | 71    | 11               |
|       | All-for-Ireland                   | 23.605    | 0,4%  | —            | 8     | 8                |
|       | Indipendenti Nazionalisti         | 16.553    | 0,3%  | —            | 3     | 2                |
|       | Federazione Social Democratica    | 13.479    | 0,2%  | 0,1%         | 0     | 0                |
|       | Indipendenti Conservatori         | 11.772    | 0,2%  | —            | 1     | 0                |
|       | Free Trader                       | 11.553    | 0,2%  | —            | 0     | 1                |
|       | Indipendenti Laburisti            | 9.936     | 0,2%  | —            | 0     | 1                |
|       | Indipendenti Liberali             | 5.237     | 0,1%  | —            | 1     | 1                |
|       | Proibizionisti Scozzesi           | 756       | 0,0%  | —            | 0     | —                |

|                                   |                                   |  |        |        |
| --------------------------------- | --------------------------------- |  | ------ | ------ |
| Conservatori e Liberali Unionisti | Conservatori e Liberali Unionisti |  | 46,82% | 46,82% |
| Liberali                          | Liberali                          |  | 43,51% | 43,51% |
| Laburisti                         | Laburisti                         |  | 6,99%  | 6,99%  |
| Parlamentari Irlandesi            | Parlamentari Irlandesi            |  | 1,19%  | 1,19%  |
| Indipendenti                      | Indipendenti                      |  | 0,7%   | 0,7%   |
| Altri                             | Altri                             |  | 0,79%  | 0,79%  |

|                                   |                                   |  |       |       |
| --------------------------------- | --------------------------------- |  | ----- | ----- |
| Liberali                          | Liberali                          |  | 40,9% | 40,9% |
| Conservatori e Liberali Unionisti | Conservatori e Liberali Unionisti |  | 40,6% | 40,6% |
| Parlamentari Irlandesi            | Parlamentari Irlandesi            |  | 10,6% | 10,6% |
| Laburisti                         | Laburisti                         |  | 5,97% | 5,97% |
| All-for-Ireland                   | All-for-Ireland                   |  | 1,19% | 1,19% |
| Indipendenti                      | Indipendenti                      |  | 0,75% | 0,75% |